# Andries Boelens

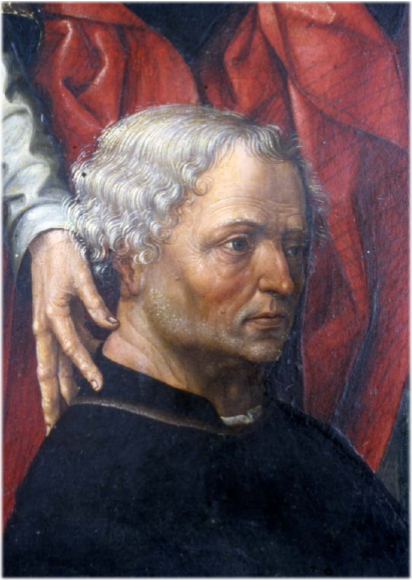
Burgemeester Andries Boelens op een fragment van "De geboorte van Christus met de aanbidding der herders" door Jacob Cornelisz. van Oostsanen uit 1512, Napels, Museo Nazionale di Capodimonte.

Andries Boelens (Amsterdam, 1455 – aldaar, 1519), ook: Boelenz, Boelensz., Andries Boel Dircksz. of Andries Boelen Dircksz genoemd, was schepen en burgemeester van Amsterdam. In de periode van 1496 tot 1517 was hij vijftien keer burgemeester.

## Leven
Andries Boelens stamde uit een in de 15e, 16e en 17e eeuw invloedrijke en welgestelde Amsterdamse familie. Hij was één der langstzittende burgemeesters van Amsterdam; hij werd vijftien maal verkozen :57. De stad werd destijds bestuurd door vier burgemeesters die jaarlijks werden gekozen door een oligarchische elite. Andries' grootvader Dirk Boelens was drie maal burgemeester, net als zijn vader Boel Dirck Boelens. Zijn zoon Albert Andriesz (1479-1551) vervulde negen ambtsperioden. Zowel voor als na de Alteratie behoorden nazaten van de familie  tot het Amsterdams regentenpatriciaat.
De naam van de Amsterdamse regentenfamilie Boelens heeft zich niet voortgezet door de oudste zoon van Andries, maar door diens dochter Lijsbeth. Alhoewel zij met Cornelis Hendricksz Loen was getrouwd, namen hun kinderen toch de naam Boelens van hun moeder aan. 
Over de rol van Andries Boelens in de politiek van de stad Amsterdam is niet veel bekend. Uit een laat-17e-eeuws handschrift van Jan van Wieringen Ghijsbertsz zou blijken dat keizer Maximiliaan I de stad Amsterdam het recht verleende de keizerskroon   in het wapen van Amsterdam te voeren, nadat burgemeester Andries Boelens hem tijdens een laatste oprisping van de Hoekse en Kabeljauwse twisten een lening verstrekte. Hij leende aan Keyser Maximiliaan, een goede somme gelts, waerdoor hij des Keysers gunst, en voor de Stad van Amsterdam, de keyserlijcke kroon op haer waepenen verkreegh.

## Vondel over Boelens
Joost van den Vondel zinspeelt meerdere malen op een relatie tussen het Amsterdams recht de keizerskroon te voeren en de daden van Andries Boelens. In De Inwijdinge van 't Stadhuuis 't Amsterdam, één der lof en eerrijmen,  suggereert Vondel een direct verband tussen de bekroning van het wapenkruisschild en het gout (goud) van de helt (held) Boelens (die hier in dichterlijke vrijheid van de titel Ridder is voorzien).
 Waerna Maxmiliaen, Roomsch Koning, hoogh ge-eert,

Haer' wapenkruisschilt kroont met diamante straelen,

En parlen van zijn kroone, om eeuwighlijck te praelen,

Als met een danckbaer merck van zijne majesteit,

Voor Ridder Boelens gout, en 's helts grootdaedigheit,

In zijn Amstelodamiana (1874) uit historicus Jan ter Gouw de twijfels over Vondels suggestie dat het goud uit Boelens beurs kwam: Vondel poëtiseerde, dat Amsterdam die kroon verkregen heeft „voor Ridder Boelens gout," maar dit werd reeds door zijne tijdgenooten tegengesproken. Mr. J. van Lennep sloeg er echter geloof aan, en achtte 't eene 'belangrijke omstandigheid'.
Vondels lofdicht op de regent, staatsman en burgemeester Cornelis de Graeff: Op de Wapenkroon van Amsterdam begint met de verzen:
Indien men uwen gryzen stam,

Ter heerschappij des lants geschapen,

En die ’s lants vryburg Amsterdam

Gekroont heeft met de kroon van ’t wapen,

Den lauwer schonk, die niet verdort,

Noch schoot de dankbaarheid te kort.

Had Andries niet Stadts eer bewaert,

En ’s Keizers glori trouw verdadight,

August had met zijn edel swaert

Den Ridder spader begenadight,

Wiens miltheit Oostenryck behaegt

Daer Amstels schilt de kroon afdraagt.